# Gaisalm (Achenkirch)
Die Gaisalm liegt am Westufer des Achensees auf 938 m ü. A. und gehört somit zum Karwendel.
Hier befindet sich ein Gasthaus, welches nur zu Fuß oder mit einem Schiff erreichbar ist. Es steht auf dem Gebiet der Gemeinde Achenkirch in Tirol in Österreich.
Zu Fuß erreicht man die Alm auf einem recht schmalen Uferweg von Scholastika im Norden (mit nicht unbeträchtlicher Höhendifferenz) oder Pertisau im Süden.

## Nachweise
1. 1 2  Bundesamt für Eich- und Vermessungswesen Österreich: Gaisalm auf der Austrian Map online (Österreichische Karte 1:10.000).
2. ↑  Gaisalm bei «Tirol-Schiffahrt».